# Eutelsat 12 West G
Eutelsat 12 West G (vormals Eutelsat Hot Bird 13C und Hot Bird 9) ist ein kommerzieller geostationärer Kommunikationssatellit der Eutelsat.
Der Satellit ist baugleich mit Hot Bird 8 (inzwischen Eutelsat Hot Bird 13B), der im August 2006 gestartet wurde. Die Auftragsvergabe an EADS Astrium erfolgte im Mai 2006.
Der Satellit wurde von Eutelsat als Hot Bird 9 am 20. Dezember 2008 um 22:35 UTC mit einer Ariane-5-Trägerrakete vom Weltraumzentrum Guayana zusammen mit Eutelsat W2M in eine Geostationäre Transferbahn gebracht. Er wurde auf die Position 13° Ost gestellt. Der sich bis dahin dort befindende Hot Bird 7A wurde auf 9° Ost versetzt, wo er den 12 Jahre alten Eurobird 9 ersetzte und die Bezeichnung Eurobird 9A erhielt.
Als Eutelsat am 1. März 2012 das Bezeichnungssystem der Satelliten änderte, erhielt Hot Bird 9 gemäß seiner Orbitalposition den Namen Eutelsat Hot Bird 13C.
Nach der Inbetriebnahme seines Nachfolgersatelliten Eutelsat Hot Bird 13G im Mai 2023 wurde Hot Bird 13C nach 12,5° West verschoben und nahm dort am 19. Juni 2023 den Betrieb auf. Gemäß seiner neuen Position erhielt er seine neue Bezeichnung Eutelsat 12 West G.
Der Satellit versorgt Europa, Nordafrika und den Nahen Osten mit digitalen Fernseh- und Radioprogrammen im Satelliten-Direktempfang.